# Памятник героям-финляндцам
Па́мятник геро́ям-финля́ндцам был установлен на Смоленском православном кладбище в Санкт-Петербурге как дань памяти нижним чинам Лейб-Гвардии Финляндского полка, погибшим в результате террористического акта в Зимнем дворце, произведенного 5 февраля 1880 года членами движения «Народная воля», покушавшимися на жизнь императора Александра II.

## Теракт в Зимнем дворце
В этот день террористической организацией «Народная воля» было произведено очередное, 5-е по счету покушение на императора Александра II. Устроившемуся в Зимний дворец по наводке Софьи Перовской плотником Степану Халтурину, в течение 4 месяцев удалось пронести по частям в подвальное помещение, где он проживал, около 30 кг динамита.
Взрыв произошел в 18:35: Халтуриным бомба была приведена в действие с помощью запального шнура, сделанного с расчетом, чтобы сам террорист успел скрыться с места преступления, а взрыв произошел в обычное время обеда императора, в 18 часов. В этот день караул в резиденции царя несли чины Лейб-Гвардии Финляндского полка и только что произошла смена постов. Ударной волной было полностью разрушено караульное помещение, где находилось более 60-ти солдат и унтер-офицеров Финляндского полка. В результате этого террористического акта 10 солдат было убито на месте и еще один скончался от полученных ран в лазарете вечером того же дня. Десятки были покалечены.
Александр II и члены императорской фамилии не пострадали.
Несмотря на убыль в рядах караула, на трупы товарищей и собственные раны и увечья, оставшиеся в живых солдаты оставались все до одного на своих местах, не уступив своих постов даже по прибытии смены от Лейб-Гвардии Преображенского полка, так как по Уставу службы сменить их мог лишь собственный разводящий ефрейтор, также раненый.

## После теракта
На следующий день в храме Зимнего дворца по погибшим солдатам Императорской Гвардии отслужили панихиду, после окончания которой Александр Николаевич сказал в своей речи к офицерам: 
Благодарю вас финляндцы… Вы как всегда с честью исполнили свой долг. Я не забуду оставшихся в живых и обеспечу семейства несчастных жертв.
На похоронах жертв Александр II, едва сдерживая рыдания, сказал:
Кажется, что мы еще на войне, там, в окопах под Плевной
А прусский генерал фон Швейниц передал командиру Финляндского полка полковнику Теннеру следующее:
Я имею вам сообщить. Я получил из Берлина телеграмму. По получении от меня подробного описания взрыва в Зимнем Дворце и того, как вел себя при этом караул вверенного вам полка, император Вильгельм I отдал по армии приказ, в котором указал караульную службу нести так, как нес её Русский Гвардейский Финляндский полк при взрыве дворца 5-го февраля 1880-го года. Я думаю, вам будет приятно это услышать.

Все находившиеся в карауле 5 февраля гвардейцы были представлены к наградам, денежным выплатам и другим поощрениям. Семьи убитых были зачислены на вечный пансион.

## Создание памятника

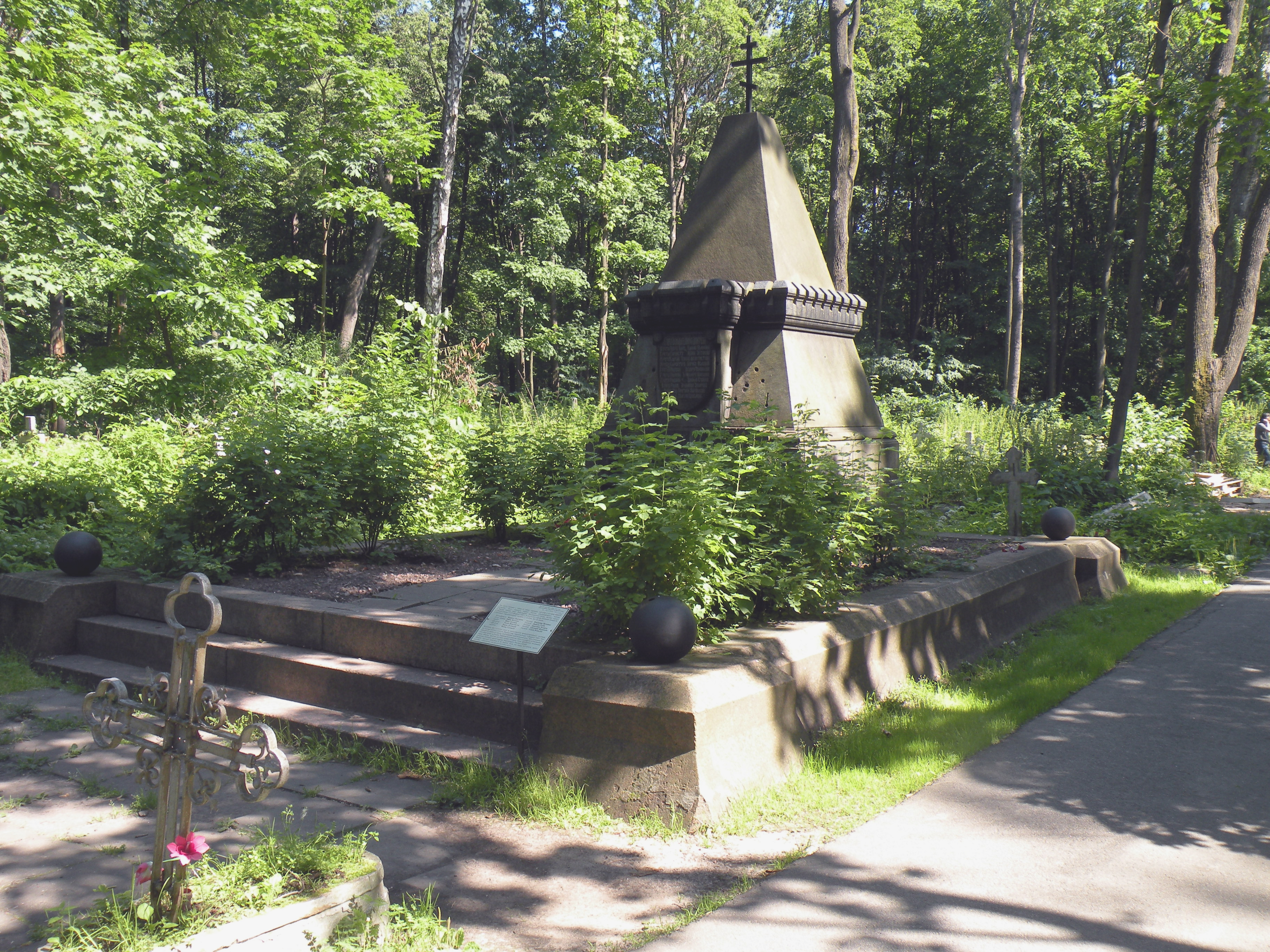
Памятник на братской могиле 11 героев-финляндцев

На памятник героям-финляндцам по всей Российской Империи было собрано 100 тысяч золотых рублей. Для создания памятника на братской могиле был объявлен специальный конкурс, в котором участвовали архитекторы А. Ф. Зигеберг, Н. А. Махаев, Н. В. Султанова. Работы по изготовлению монумента выполнила Санкт-Петербургская мастерская Бариновых.
Памятник был установлен в столице на Смоленском православном кладбище, к юго-западу от Часовни Ксении Блаженной, на пересечении Финляндской и Новгородской дорожек, на братской могиле 11 гвардейцев, на площадке, обложенной гранитом, и представляет собой гранитную пирамиду с уральскими камнями, с чугунными ружьями, барабанами, кепи.
На памятнике выбиты имена погибших гвардейцев:

5-й роты Фельдфебель Кирилъ Дмитріевъ 

10-й роты Унтеръ-Офицеръ Ефимъ Бѣлонинъ 

2-й роты Горнистъ Иванъ Антоновъ 

14-й роты Ефрейторъ Тихонъ Феоктистовъ 

14-й роты Ефрейторъ Борисъ Лелецкій 

7-й роты Рядовой Федоръ Соловьевъ 

7-й роты Рядовой Владиміръ Шукшинъ 

7-й роты Рядовой Даніилъ Сѣнинъ 

8-й роты Рядовой Ардаліонъ Захаровъ 

8-й роты Рядовой Григорій Журавлевъ 

8-й роты Рядовой Семенъ Кошелевъ 

## Современное состояние
В советское время памятник был обезображен и разорен (например фото 1930-х гг.). Сегодня памятник частично восстановлен. Надписи с именами чинов Лейб-Гвардии Финляндского полка в 1989 году были реставрированы усилиями организации «Русское знамя». С тех пор шефство над памятником несут монархические организации Санкт-Петербурга. Стараниями Санкт-Петербургского отдела РИСО в 1997 году над пирамидой памятника был установлен освященный православный крест.
Около памятника помещена табличка со следующей надписью:
Это место связано с одним из самых страшных событий в истории нашего Отечества. Здесь покоятся первые жертвы революционного террора в России: нижние чины Лейб-Гвардии Финляндского полка, несшие караул в Зимнем дворце 5(17) февраля 1880 г. В результате взрыва большой мощности, устроенного «народовольцами» погибло 11 человек. Вот их имена:
/следует список, сокращённо повторяющий надпись на памятнике/
Жертвами преступления стали не представители привилегированных сословий, не государственные деятели. Первый удар «народовольцев» 5 февраля 1880 года был нанесён по людям из народа, исполнявшим свой воинский долг. Здесь покоятся те, кто отдал жизнь за Россию. Террористы в попытке убить Государя не остановились перед гибелью простых русских солдат, которые стали прообразом миллионов грядущих невинных жертв террора, ввергнувшего Россию в бездну.

Давайте бережно отнесёмся к их памяти. Если эти имена что-нибудь значат для Вас, — помолитесь или просто постойте молча.